# SpaceIL

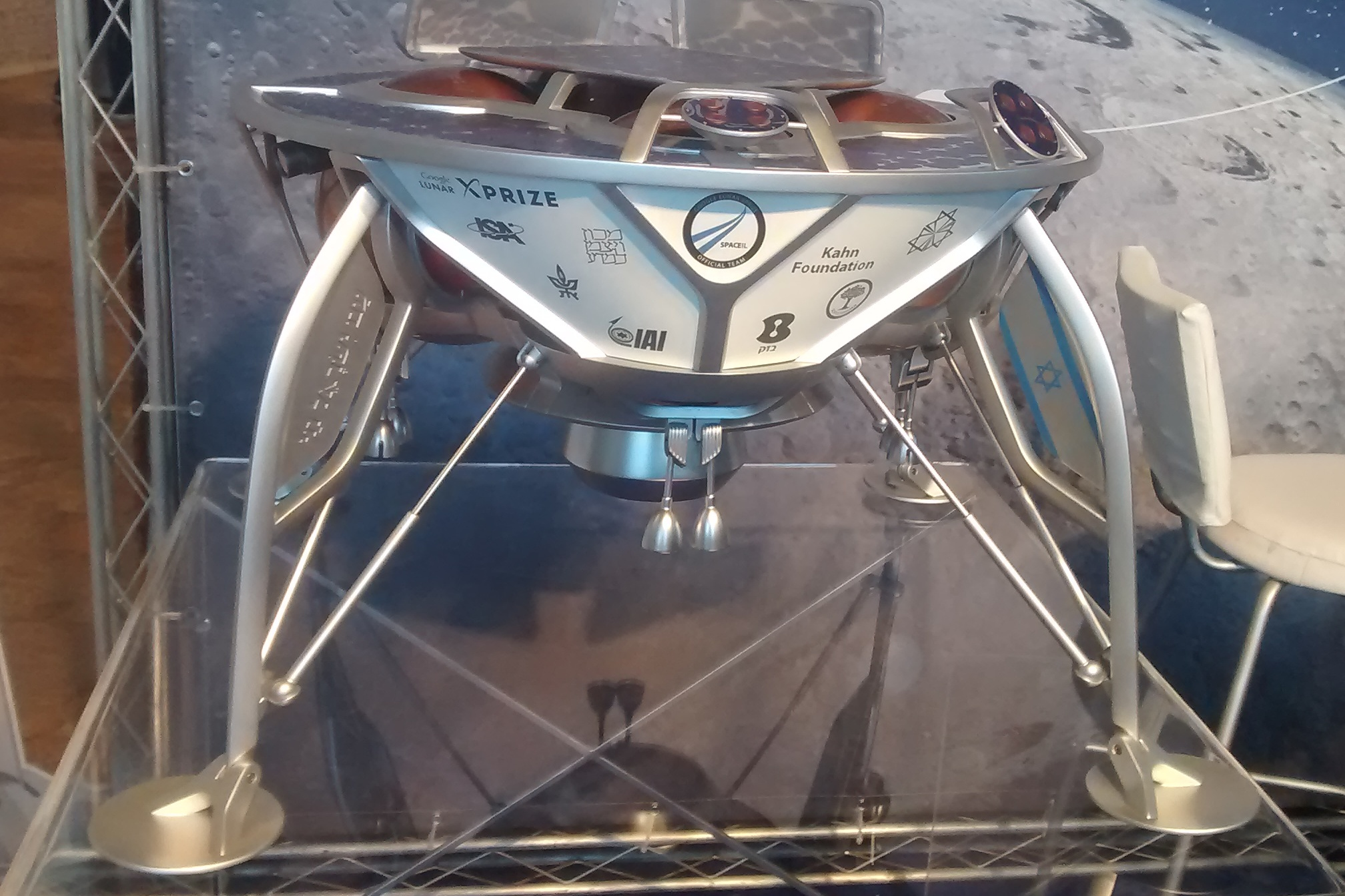
Модель космічного аппарата SpaceIL

SpaceIL — ізраїльська некомерційна організація, створена в 2011 році, яка змагається за премію Google Lunar X PRIZE (GLXP), пропоновану за посадку космічного апарата на Місяць. SpaceIL має намір запустити найменший і найлегший апарат в історії, який здійснить посадку на Місяць. Загальний кошторис оцінюється в $70 млн, головним чином за рахунок благодійників.
Унікальність SpaceIL серед претендентів на GLXP полягає в тому, що замість побудови гусеничного або колісного всюдихода, SpaceIL планує подолати необхідні 500 метрів по місячної поверхні «стрибнувши» з місця посадки в іншу точку, яка знаходитиметься у 500 метрах від апарата, використовуючи ракетні двигуни..
SpaceIL була створена як некомерційна організація, яка прагне сприяти розвитку науковій і технологічній освіті в Ізраїлі.Засновники команди оголосили, що у випадку перемоги в конкурсі, гроші будуть передані на освітні цілі. SpaceIL має понад 200 членів, 95 % з них — добровольці. На сьогоднішній день добровольці SpaceIL — це понад 250 000 учнів по всьому Ізраїлю.
Компанія планувала запустити 585-кілограмовий місячний зонд Sparrow (англ. «Горобець») в грудні 2018 року за допомогою ракети Falcon 9 і здійснити м'яку посадку на Місяці 13 лютого 2019 року. 11 вересня 2018 було повідомлено, що запуск Falcon 9 з космічним кораблем ізраїльської компанії SpaceIL на геостаціонарну орбіту відбудеться на початку 2019 року. Пізніше американська приватна компанія SpaceX, якій належить ракета-носій, без пояснення причин оголосила, що запуск переноситься на лютий 2019 року. Зонд буде запущений в якості додаткового корисного навантаження разом з приватним індонезійським телекомунікаційним супутником PSN 6, який буде виведений на геостаціонарну орбіту.
В результаті голосування в мережі Інтернет перемогу отримав ізраїльський місячний зонд названий «Береш» (івр. בְּרֵאשִׁית Beresheet), що в перекладі з івриту означає «на початку» (перші слова Книги Буття і її назва на івриті).

## Космічний апарат «Берешит»
Унікальність SpaceIL серед претендентів на GLXP полягає в тому, що замість побудови гусеничного або колісного всюдихода, SpaceIL планує подолати 500 метрів місячної поверхні, «стрибнувши» з місця посадки в іншу точку, яка розташована у 500 метрах, використовуючи ракетні двигуни.
Запуск Falcon 9 з космічним кораблем «Берешит» в якості другорядного корисного навантаження було успішно запущено 22 лютого 2019.
Перший ізраїльський місячний посадковий апарат «Берешит» 11 квітня 2019 року зазнав аварії при посадці на місячну поверхню . 

## Космічний апарат «Берешит-2»
Ізраїльська компанія SpaceIL розробить і запустить новий місячний посадковий апарат «Берешит 2», який повинен зробити успішну посадку на поверхню Місяця, що не вдалося його попередникові — зонду «Берешит» .